# Parc provincial Mactaquac
Pour la centrale hydroélectrique, voir centrale de Mactaquac.
Le parc provincial Mactaquac est un parc provincial du Nouveau-Brunswick (Canada) situé à 25 km à l'ouest de Fredericton dans le comté d'York. Le parc a été créé en 1965 à la suite de la construction de la centrale de Mactaquac.[réf. nécessaire] Il a une superficie de 5,05 km2 et il est administré par le ministère du Tourisme et des Parcs (en).

## Géographie
Le parc a une superficie de 5,05 km2. Il est situé à 25 km à l'ouest de Fredericton, sur le territoire du district de services locaux (DSL) de la paroisse de Bright, lui-même localisé dans le comté d'York.